# Architecture au Sri Lanka

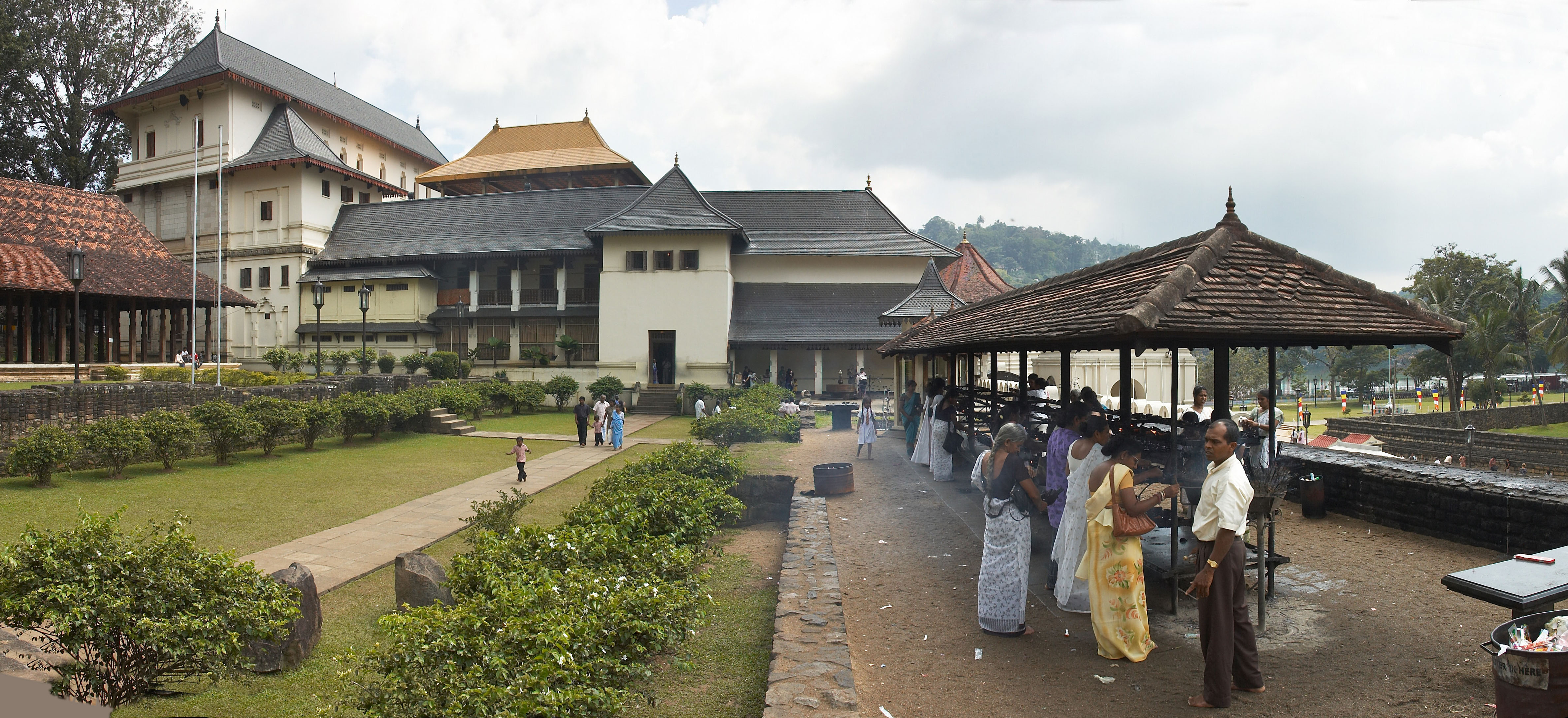
Le Temple de la Dent de Kandy, Sri Lanka est un exemple de l'architecture traditionnelle du Sri Lankan

Le Sri Lanka présente une riche variété de formes et de styles, dont les sources d'inspiration ont été puisées dans l'architecture de l'Inde et celle de l'Asie de l'Est. Ce continent a joué un rôle important dans la façon dont été construits les édifices.

## Période antique

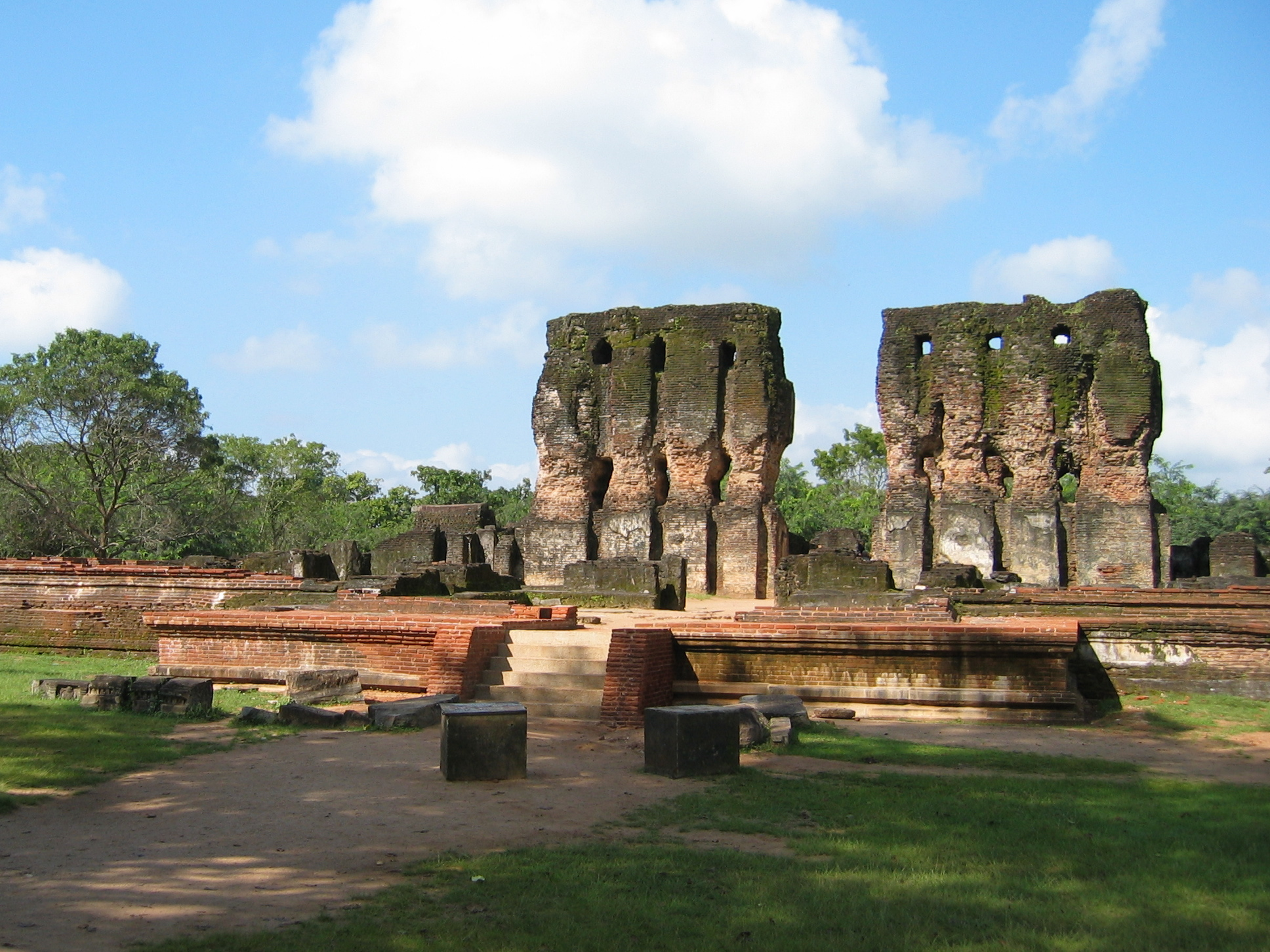
Le Palais Royal de Polonnaruwa

### Temples des cavernes

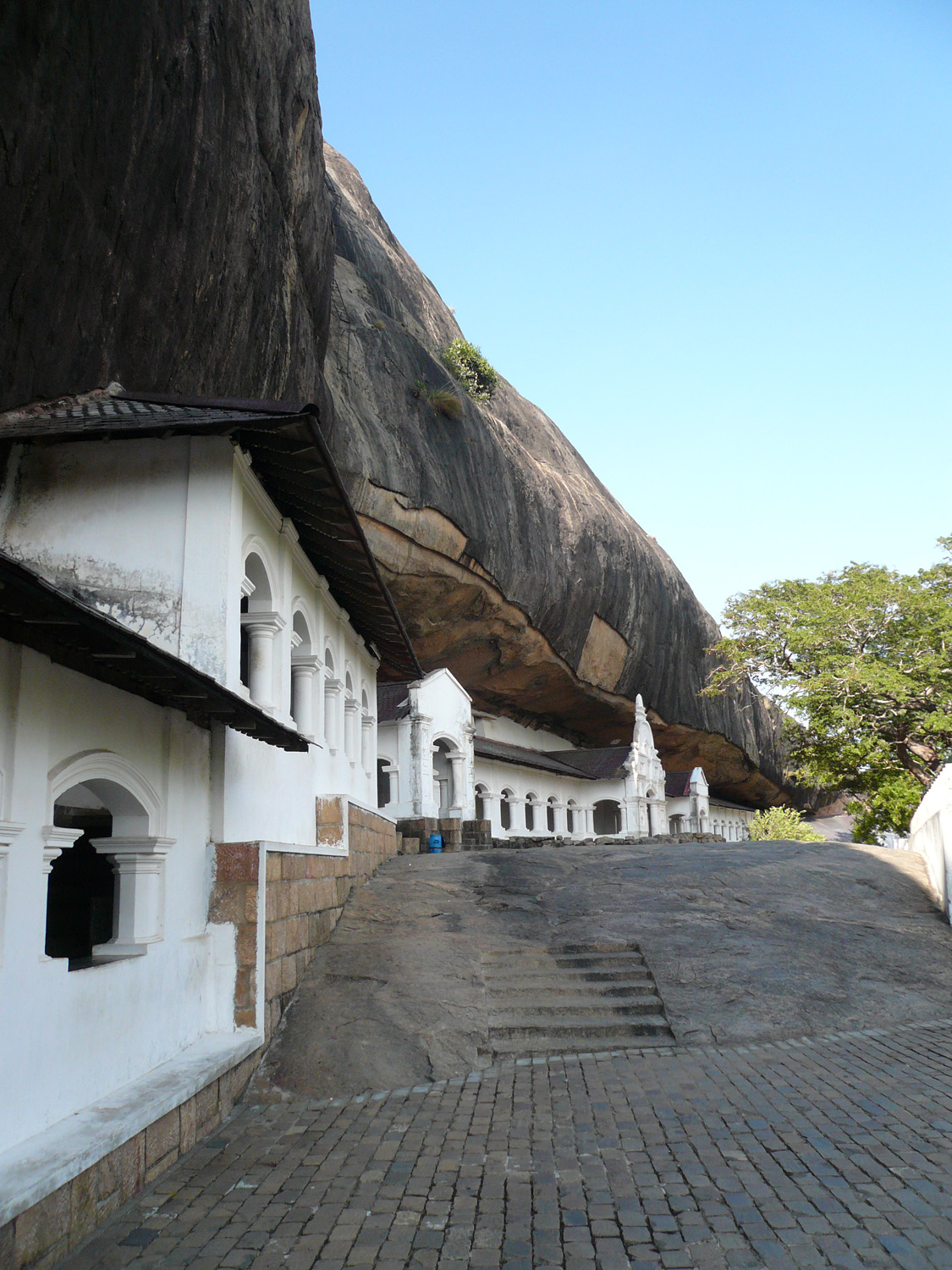
Temple d'Or de Dambulla

Les premiers aménagements des temples dans les cavernes ont été réalisés dans le complexe du temple de Mihintale.
- Les temples de Polonnaruwa et de Temple d'Or de Dambulla étaient à leur origine rupestres, ce n'est que par la suite qu'ils furent transformés et aménagés. Des portes, des fenêtres furent installées, et des murs faits de briques ou en pierre furent ajoutés. Les toits et les murs furent enduits d'un crépi blanc, et ornés avec des fresques qui illustraient les  contes de Jātaka . La caractéristique de ces grottes est l'utilisation du rebord sculpté sur le bord supérieur du plafond dans la roche pour arrêter les eaux de pluie, qui s'infiltrent dans la grotte.
- Ainsi dans le Temple d'Or de Dambulla. Ce complexe troglodytique fut créé par le râja Vattagamani Abhaya, quand il retrouva le trône de son royaume. Ayant été battu en 104 av. J.-C. par les Tamouls , il avait été contraint de fuir d' Anurâdhapura, pour trouver un refuge à Dambulla.
- Le temple de Situlpahuwa comme le Temple d'Or de Dambulla comporte plus de 80 grottes.
- Le temple de la grotte de Kaludiya Pokuna, Mihintale est construit avec des murs de briques, des ouvertures de fenêtres en granit et des plafonds.

### Dagobas ou Stupas

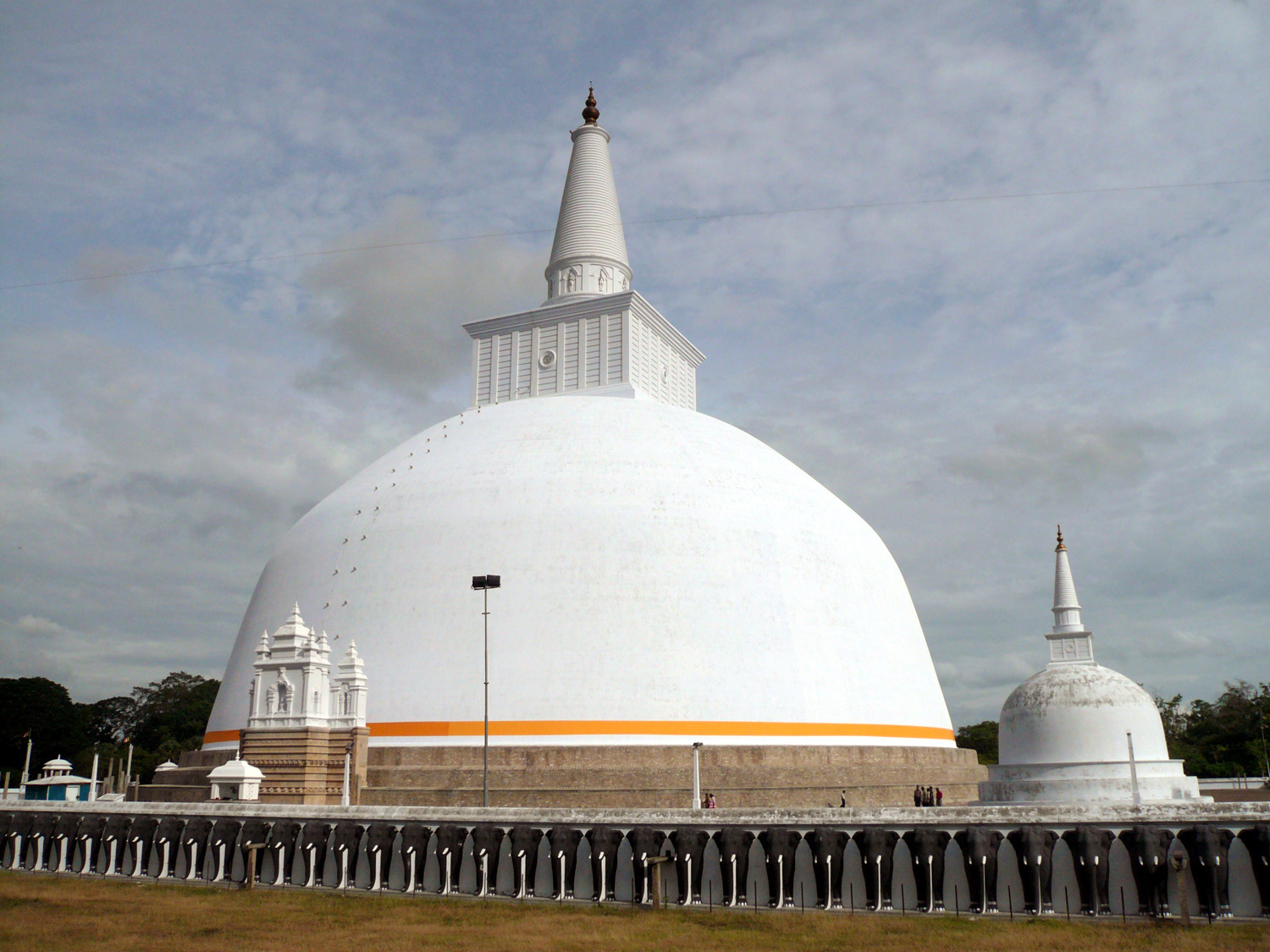
Le stupa Ruwanweli Saya d'Anuradhapura

Les dagobas ou stupas sont probablement les plus grandes structures en briques connues du monde pré-moderne.
- Demala Maha Seya, qui ne fut jamais achevé, a une circonférence de 2 011 pieds (613 m).
- Jetavanaramaya Dagba est le troisième plus haut bâtiment du monde antique. Il mesure plus de 120 mètres de hauteur et a un diamètre de 367 pieds (112 m). Les assises sont profondes de 28 pieds (9 m). Le matériel utilisé devait supporter la charge de 368 livres.
- Abhayagiri Dagaba (370 ft) est classé cinquième au patrimoine mondial et Ruwanwelisaya (300 ft) au septième rang. (les première, quatrième et sixième places étaient détenues par les pyramides de Gizeh).

#### La structure
Le Stūpa est à la fois une représentation aniconique du Bouddha et un monument commémorant sa mort ou parinirvana. Les dagobas ont été construits pour contenir des reliques, en suivant des règles strictes : l'entrée du stupa est conçue de manière que l'axe central soit orienté vers les chambres où les reliques sont enchâssées. À l'origine le stupa ne comportait qu'une seule relique du Bouddha.
En 1980 les ingénieurs qui ont étudié le stupa de Jetavanaramaya ont estimé que sa forme était parfaite, compte tenu des matériaux utilisés pour le réaliser. Les stupas de Jetavanaramaya, Abhayagiri, Ruvanveli et Mirisaveti étaient à l'origine un amoncellement de pierres qui formait un tumulus. L'architecture du dagoba est aujourd'hui connue pour la perfection de sa structure et sa stabilité. D'autres formes, différentes comme la bulle, le pot et la cloche, ont été données plus tard aux stupas. Il est admis que le stupa de Nadigamvila  digamvila  avait la forme d'un oignon. Des frontispices ont été ajoutés à l'architecture des stupas vers le IIe siècle.
Les dagobas, les plus récents nommés Chaitya, contiennent des reliques du Bouddha, mais aussi celles d'un bodhisattva ou d'un personnage éminent et reconnu. .

#### Construction
Les briques sont cimentées avec un liant d'argile, appelé «navanita mattika». Celui-ci se compose de calcaire dolomitique finement broyé mélangé à du sable tamisé et de l'argile.
Le stupa est ensuite recouvert d'un crépi fabriqué avec de la chaux, de l'argile, du sable, des galets, des coquillages écrasés, du sirop de sucre, du blanc d’œuf, de l'eau de noix de coco, de la résine végétale, des colles et peut-être même la salive de fourmis blanches. Ces éléments sont mentionnés dans le Mahavamsa. Le bon plâtre de Kiri Vehera (IIe siècle) utilisait de petits cailloux. Des coquillages concassés mélangés à de la chaux et du sable ont été utilisés dans les stupas du cinquième au douzième siècles. Les plâtres coûteux ont été utilisés avec parcimonie, à des fins spécifiques telles que l'imperméabilisation.
Le Mahavamsa fait également référence aux dégâts causés par la foudre. C'est ce qui explique qu'une coupole en métal reliée au sol recouvre le stupa et son «vajra» . Le Mahavamsa préconise, également la pose d'une feuille de cuivre dans les fondations du stupa, sur laquelle serait appliqué de l'arsenic dissous dans l'huile de sésame. Cela empêcherait l'invasion de fourmis blanches et aiderait à éviterait la croissance des plantes à l'intérieur du stupa.

## Période coloniale

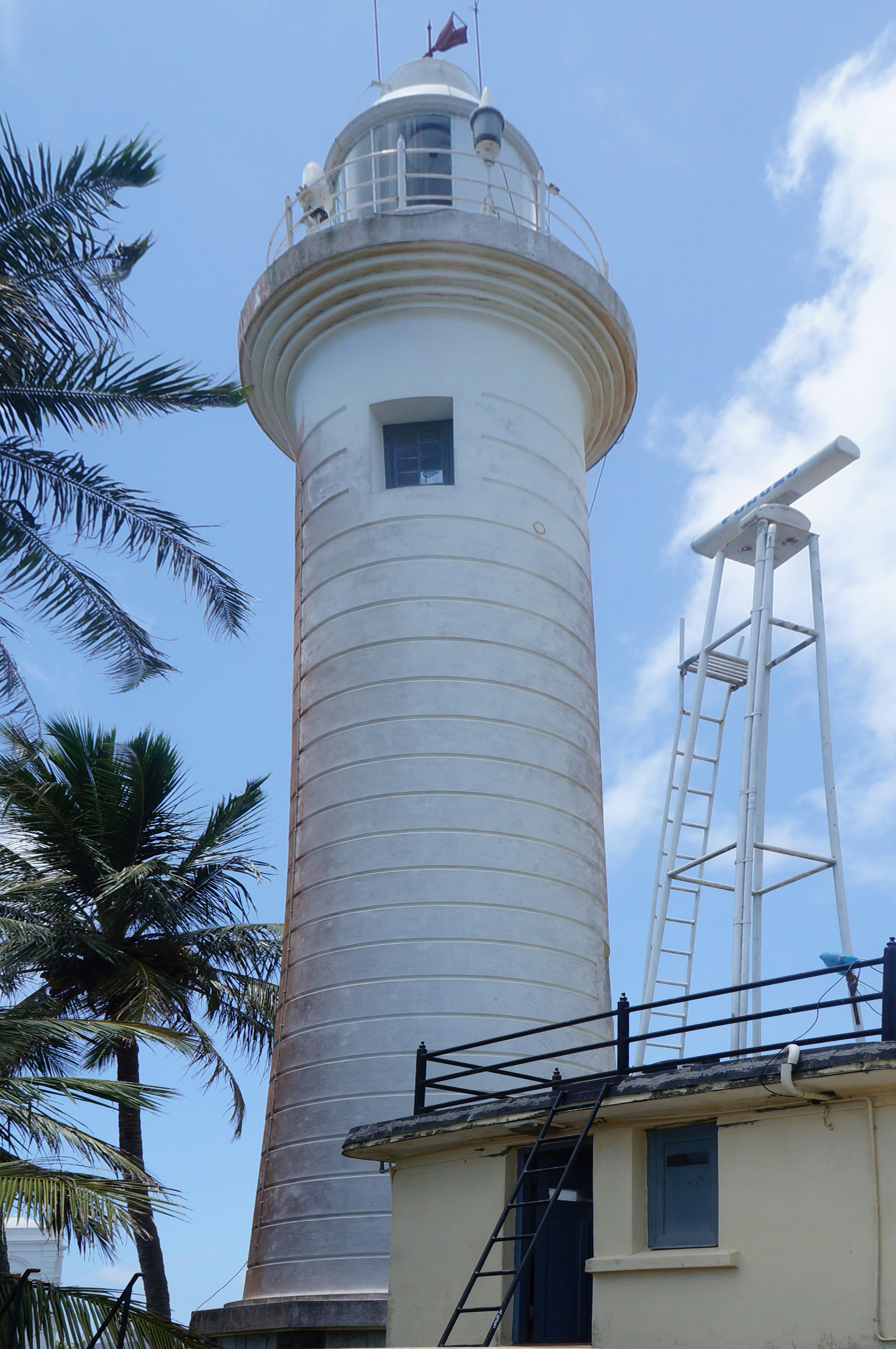
Galle.- Le fort Old dutch

Durant la colonisation de nombreux bâtiments ont été construits dans le style architectural européen Palladianisme, Architecture de la Renaissance ou Architecture néo-classique. Des formes d'architecture nouvelles ont été innovées sur l'île. S'il reste très peu de vestiges de l'occupation portugaise, de nombreux édifices érigés sous l'occupation néerlandaise existent toujours, ainsi la vieille ville de Galle (Sri Lanka) et ses fortifications construites par les Hollandais en 1663 Liste du patrimoine mondial en Asie. Dans la ville de Colombo l'immeuble Bank of Ceylon et le "Fort" sont toujours très visités.

## Période moderne

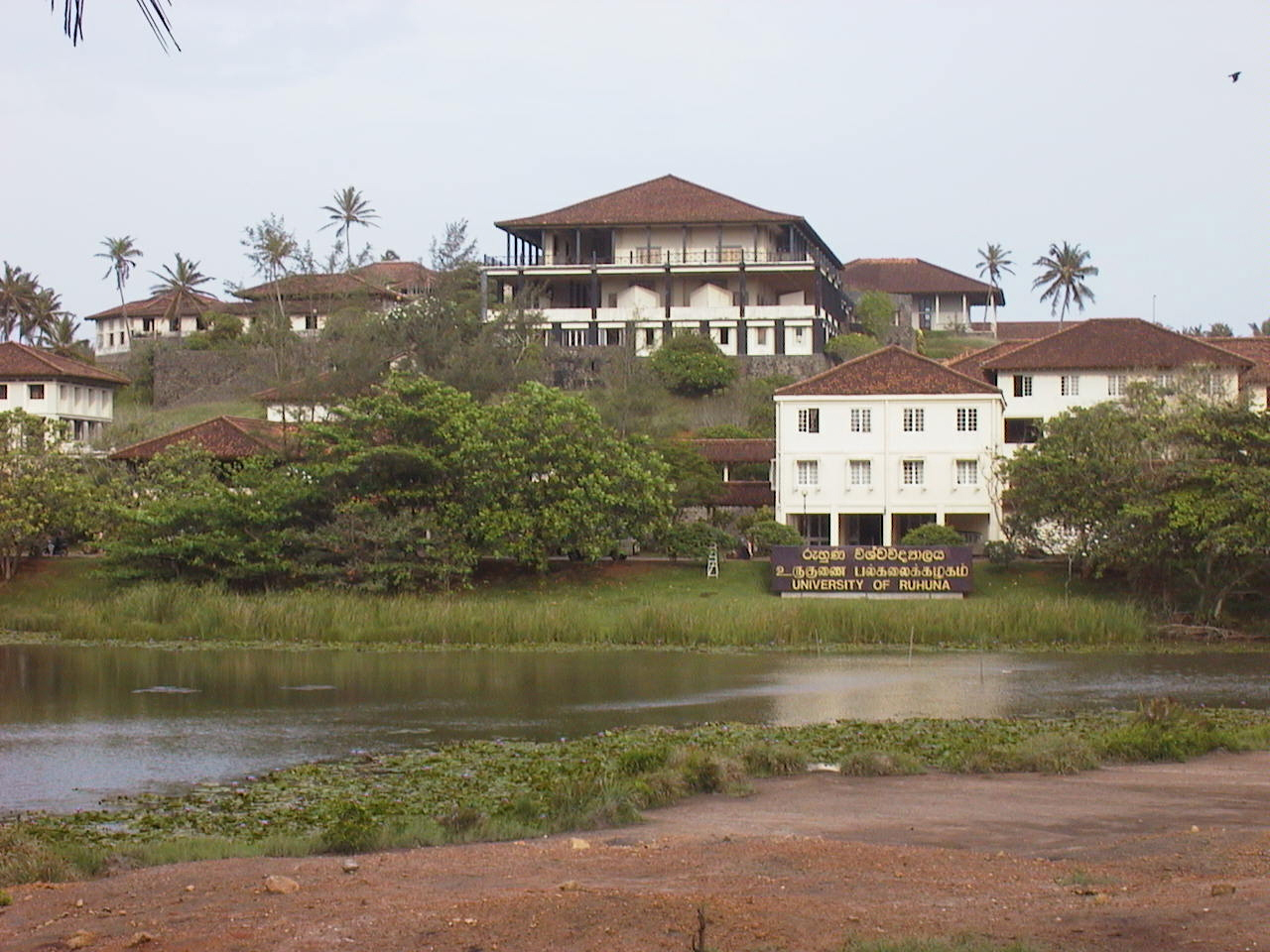
Le campus de l'Université de Ruhuna de l'architecte Geoffrey Bawa

Dans les années 1960, 1970 et 1980, des architectes comme Geoffrey Bawa, dirigeaient les tendances de ce qui est aujourd'hui connu mondialement sous le nom de modernisme tropical. Le style met l'accent sur la réunion d'éléments d'époques et de lieux différents afin de créer quelque chose de nouveau et d'original, avec une esthétique locale. Bawa a eu une influence énorme sur la conception et la construction au Sri Lanka et beaucoup de ses embellissements de marque sont maintenant devenus typiques dans les maisons et les bâtiments sri-lankais. Les frontières entre l'intérieur et l'extérieur sont souvent effacées, déplacées ou rendues plus subtiles dans le travail de Bawa. Les influences sri-lankaises plus anciennes, comme les piscines réfléchissantes, les passages à colonnades et les toits en tuiles de terre cuite, sont fusionnées avec l'accent moderniste des espaces fluides et des lignes épurées.
L'héritage de Bawa est ressenti dans le travail de nombreux architectes sri-lankais, qui perpétuent les traditions du modernisme tropical. Les architectes, comme Channa Daswatte, continuent de concevoir dans ce style, en prêtant une attention particulière à la façon dont l'environnement conçu interagit avec le climat et les besoins des utilisateurs.

## Période duPostmodernisme

Théâtre Nelum Pokuna Mahinda Rajapaksa

Entre les années 2000 et 2010, le courant du Postmodernisme, innove une architecture monumentale moderne, en intégrant des éléments culturels historiques sri-lankais. Le théâtre Nelum Pokuna Mahinda Rajapaksa à Colombo, par Kahawita De Silva & Associates,
En 2010, l'idée de l'architecture durable est apparue au Sri Lanka, le bâtiment de 186 m (610 ft), qui devrait être le jardin vertical le plus haut du monde et utiliser l'eau de pluie récoltée, l'évier et la douche recyclés. de l'eau avec un système de micro-irrigation pour arroser les plantes. Les plantes refroidissent naturellement les bâtiments et nettoient l'air, réduisant ainsi le besoin de climatisation.